# Durchleuchtung

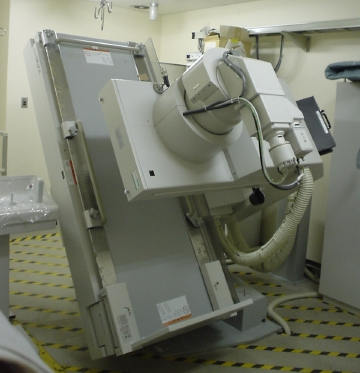
Fluoroskop

Durchleuchtung oder Fluoroskopie ist ein Begriff aus der Medizin und im Speziellen der Radiologie bzw. Röntgendiagnostik. Man versteht darunter die kontinuierliche Betrachtung von Vorgängen im menschlichen oder tierischen Körper mittels Röntgenstrahlung. Die Röntgenschirmbildphotographie wurde früher als Fluorographie bezeichnet.
Die Durchleuchtung ermöglicht die dynamische Röntgenbilddarstellung auf einem Monitor mittels Röntgenbildverstärkertechnik oder bei neueren Geräten mittels digitalem Flachdetektor.

## Anwendung
- Darstellen bzw. Einsehen von Knochenbrüchen
Für die Darstellung von Frakturen oder Verrenkungen und zur Kontrolle während der operativen Einrichtung werden kleine und auf Rollen mobile Durchleuchtungsgeräte durch die Operateure und das Operationspersonal eingesetzt. An den Geräten muss dazu eine operationssterile Verkleidung angebracht werden.
- Darstellungen von Gefäßen, Gallengängen und Magendarmabschnitten mit entsprechenden Kontrastmitteln
- Platzierung von Sonden im Körper unter Röntgenkontrolle
- zur besseren Lokalisation krankhafter Prozesse im Körper durch Drehung oder Lageänderung des Patienten (z. B. Lungenrundherde)
- Beobachtung dynamischer Vorgänge, z. B. zum Ausschluss eines vesikoureterorenalen Refluxes
  - Herzbewegung
  - Klappenverkalkungen
  - Schluckbewegung (Ösophagusdarstellung)
  - Ausschluss von undichten Stellen (Fistel) nach operativen Eingriffen

Eine Untersuchungsmethode, bei der die Röntgenkamera mit einem Monitor verbunden ist, so dass der Arzt das zu untersuchende Organ direkt am Bildschirm betrachten kann, nennt man Durchleuchten. Im Gegensatz zur Röntgenaufnahme wird die Durchleuchtung in der Regel vom Arzt vorgenommen.
Je nach Fragestellung muss vom Arzt sorgfältig abgewägt werden, ob Röntgenaufnahmen oder eine Durchleuchtung sinnvoller sind, denn Röntgenstrahlungen sind ionisierende Strahlungen und können Zellen schädigen, die von ihr getroffen werden.
Die Aufnahme von Durchleuchtungsbildern eignet sich grundsätzlich auch, um mit unter verschiedenen Blickwinkeln aufgenommenen Ansichten ein dreidimensionales Abbild des betroffenen Körperausschnittes zu generieren. Ähnlich wie bei der Computertomographie können während einer bogenförmigen Bewegung aufgenommene Durchleuchtungsbilder verwendet werden um einen tomographischen Datensatz zu erzeugen. Aufgrund der kegelförmigen Aufnahmegeometrie wird auch von der so genannten Cone Beam CT oder Kegelstrahltomographie gesprochen. Diese eignet sich insbesondere, um die räumliche Position und Lage von Organen oder bestimmten Geweben relativ zur Durchleuchtungsapparatur zu bestimmen [Selby et al. 2010].

## Strahlenbelastung
Eine Durchleuchtung dauert naturgemäß wesentlich länger als eine einzelne Röntgenaufnahme z. B.am Stativ.
Daraus folgert jedoch keineswegs, dass die Strahlenbelastung entsprechend höher wäre. Grund ist die völlig andere Aufnahmetechnik, bei der Bildverstärker mit digitalem Bildspeicher und die  Anzeige des letzten Bildes – „last image hold“ – für eine erhebliche Reduzierung der erforderlichen Dosis gegenüber den veralteten Techniken der 80er Jahre mit Serienfilmexposition oder Kleinbildkamera sorgen.
Mittels der Technik der gepulsten Durchleuchtung kann die Dosis soweit abgesenkt werden, dass zu simplen Lagekontrollen, z. B. bei der Suche nach Fremdkörpern, eine kurze Durchleuchtung einer Übersichtsaufnahme unter Umständen vorzuziehen ist.